# Walter William Curtis
Walter William Curtis (Jersey City, 3 maggio 1913 – Trumbull, 18 ottobre 1997) è stato un vescovo cattolico statunitense.

## Biografia

### Formazione e ministero sacerdotale
Studiò alla Fordham University di New York. Nel 1934 si laureò alla Seton Hall University. Compì gli studi per il sacerdozio al seminario "Immacolata Concezione" di South Orange. Venne poi inviato a Roma per proseguire gli studi al Pontificio collegio americano del Nord.
L'8 dicembre 1937 fu ordinato presbitero per l'arcidiocesi di Newark a Roma da monsignor Ralph Leo Hayes, rettore del Pontificio collegio americano del Nord. L'anno successivo conseguì la laurea in teologia presso la Pontificia Università Gregoriana. Al suo ritorno in patria divenne professore di teologia morale al seminario "Immacolata Concezione" di South Orange. In seguito conseguì il dottorato in sacra teologia all'Università Cattolica d'America di Washington.

### Ministero episcopale
Il 27 giugno 1957 papa Pio XII lo nominò vescovo ausiliare di Newark e titolare di Bisica. Ricevette l'ordinazione episcopale il 24 settembre successivo dall'arcivescovo metropolita di Newark Thomas Aloysius Boland, co-consacranti il vescovo di Paterson James Aloysius McNulty e quello di Trenton George William Ahr. Nel 1958 venne nominato parroco della parrocchia del Sacro Cuore a Bloomfield.
Il 23 settembre 1961 papa Giovanni XXIII lo nominò vescovo di Bridgeport. Prese possesso della diocesi il 21 novembre successivo con una messa nella cattedrale di Sant'Agostino di Bridgeport.
Durante i suoi 27 anni di episcopato fondò la Notre Dame Girls High School e la Kolbe Cathedral High School a Bridgeport, la Notre Dame Boys' High School a Fairfield, la St. Joseph High School a Trumbull e la Immaculate High School a Danbury. Nel 1934 fondò la Sacred Heart University a Fairfield.
Partecipò a tutte e quattro le sessioni del Concilio Vaticano II tra il 1962 e il 1965 e trascorse la maggior parte del suo episcopato attuando le riforme conciliari. Durante gli anni '70 supervisionò la ristrutturazione della cattedrale di Sant'Agostino e, nel 1979, la ridedicò. Fondò due case di cura: il Pope John Paul II Health Care Center a Danbury e il St. Camillus Health Care Center a Stamford. Durante il suo episcopato il numero di cattolici nella diocesi aumentò dalle 286 000 alle 300 000 unità. Istituì la Fairfield Foundation, un gruppo non confessionale che aiuta le persone bisognose della contea di Fairfield.
Il 28 giugno 1988 papa Giovanni Paolo II accettò la sua rinuncia al governo pastorale della diocesi per raggiunti limiti di età.
Morì alla St. Joseph Manor di Trumbull il 18 ottobre 1997 all'età di 84 anni per una polmonite.
Nell'ottobre del 2019, l'ex giudice della corte superiore del Connecticut Robert Holzberg pubblicò i risultati della sua indagine sulla gestione da parte della diocesi di Bridgeport delle accuse di abuso sessuale da parte dei sacerdoti commissionata dal vescovo Frank Joseph Caggiano. Holzberg scoprì che i primi tre vescovi di Bridgeport per oltre quarant'anni avevano costantemente fallito nell'adempiere alle loro responsabilità morali e legali. Holzberg scrisse: "Il vescovo Curtis era indifferente agli abusi sessuali del clero nella diocesi, non capendo o riconoscendo il suo scopo e abdicando praticamente ogni responsabilità ai suoi subordinati per dare risposte. [...] Il vescovo Curtis non ha rimosso dal servizio i sacerdoti violenti e ha persino permesso a molti di essere riassegnati a nuove parrocchie. Non rimuovendoli, ha reso possibile il continuo abuso di ulteriori vittime".

## Genealogia episcopale
La genealogia episcopale è:
- Cardinale Scipione Rebiba
- Cardinale Giulio Antonio Santori
- Cardinale Girolamo Bernerio, O.P.
- Arcivescovo Galeazzo Sanvitale
- Cardinale Ludovico Ludovisi
- Cardinale Luigi Caetani
- Cardinale Ulderico Carpegna
- Cardinale Paluzzo Paluzzi Altieri degli Albertoni
- Papa Benedetto XIII
- Papa Benedetto XIV
- Papa Clemente XIII
- Cardinale Bernardino Giraud
- Cardinale Alessandro Mattei
- Cardinale Pietro Francesco Galleffi
- Cardinale Giacomo Filippo Fransoni
- Cardinale Carlo Sacconi
- Cardinale Edward Henry Howard
- Cardinale Mariano Rampolla del Tindaro
- Cardinale Rafael Merry del Val
- Cardinale Giovanni Vincenzo Bonzano
- Arcivescovo Thomas Joseph Walsh
- Arcivescovo Thomas Aloysius Boland
- Vescovo Walter William Curtis